# Inspireli Awards

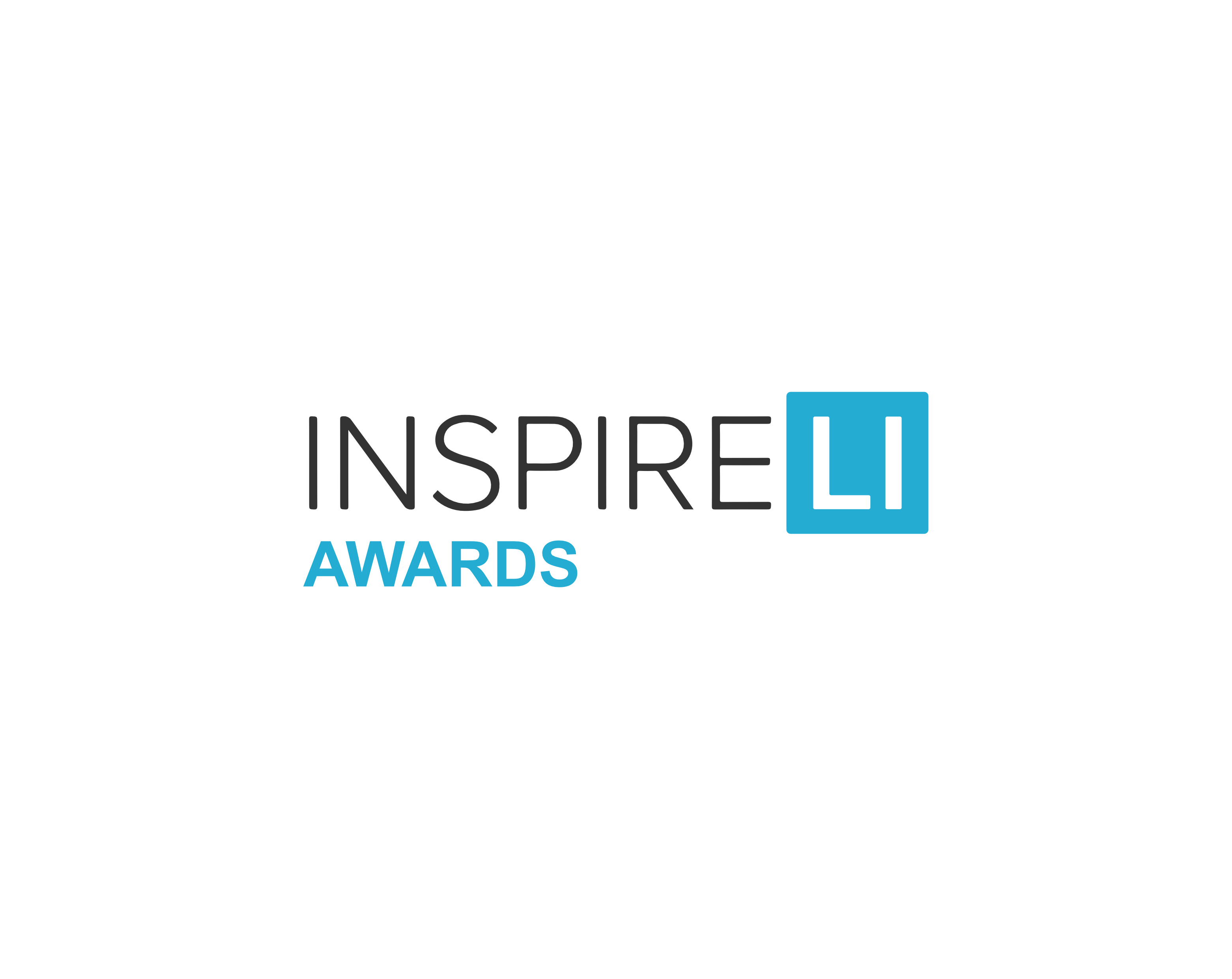
INSPIRELI AWARDS – celosvětová studentská architektonická soutěž

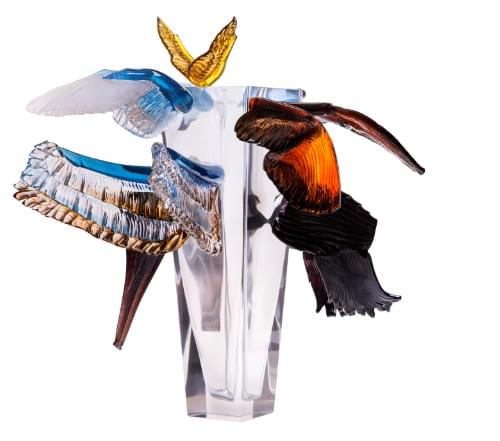
První cenou je rytina jmen vítězů na poslední práci prof. Bořka Šípka. Něco jako „Stanley Cup“ pro studenty architektury celého světa.

Inspireli Awards je celosvětová studentská architektonická soutěž založená Václavem Havlem, Bořkem Šípkem a psychologem architektury Karlem Smejkalem.[zdroj?] Spuštěna byla 1. května 2015. Zapojeno je 161 zemí všech kontinentů. V porotě je 1400+ architektů více než 130+ národností včetně oficiálního zástupce Svatého stolce ve Vatikánu, kterým byl nominován švýcarský architekt Mario Botta. Cílem soutěže je bezplatně podporovat mladé talenty v architektuře bez ohledu na jejich sociální, ekonomické či etnické poměry.

## Ročníky soutěže
Umístění v jednotlivých ročnících:

### 2015–2016
- 1. místo: Jakub Hoffmann, České vysoké učení technické v Praze, Česko
- 2. místo: Yaojian Guo, Foshan University, Čína
- 3. místo Renata Horová, Vysoká škola uměleckoprůmyslová v Praze, Česko

### 2016–2017
- 1. místo, Giacomo Garziano, University of Florence, Florencie, Itálie
- 2. místo: Daiki Watanabe, Musashino Art University, Japonsko
- 3. místo: 
  - Somayeh Ravanshdina, Islamic Azad University, Írán
  - Magdalena Tröbinger, University of Innsbruck, Rakousko

### 2017–2018
- "Vision" award
  - 1. místo: Ksenia Zabardygina, Tomsk State University of Architecture and Building, Tomsk, Ruská federace
  - 2. místo: Jinseon Noh: Yonsei University, Jižní Korea
  - 3. místo Daniil Iakovlev, Saint Petersburg Academy of Arts, Ruská federace
- "Realization" award
  - 1. místo: Francesca Vittorini, Andrea Tabocchini, Università politechnica delle marche, Itálie
  - 2. místo: Patricia Báscones, Technical University of Madrid, Španělsko
  - 3. místo An Viet Dung, Hanoi University of Civil Engineering, Hanoj, Vietnam

### 2018–2019
- 1. místo Architektura: Tharusha Randul, Slit School of Architecture, Srí Lanka
- 1. místo Urbanismus a krajinářství: Maria Abi Raad, Holy Spirit University of Kaslik, , Libanon
- 1. místo Interiérový design: Yankai Miao: ???, Čína

### 2019–2020
- 1. místo Architektura: Mariam Jacob , Nada Khalaf, American University of Sharjah, College of Architecture, Šardžá, Spojené arabské emiráty
- 1. místo Urbanismus a krajinářství: MD Tanvirul Hakim, Junaied Saif Rumman, Payel Sen Gupta, Shohanur Rahman Shojib, Jorzina Farah, Punam Das, Premier University, Čitágáon, Bangladéš
- 1. místo Interiérový design: Jani Toçi, Polytechnic University, Faculty of Architecture and Urbanism, Tirana, Albánie

### 2020–2021
- 1. místo Architektura: Agnieszka Chudy, Jędrzej Słomińsk, University of Applied Sciences, Sopoty, Polsko
- 1. místo Urbanismus a krajinářství: Maha Aziz, The German University, Káhira
- 1. místo Interiérový design: Alena Kokueva, Silviya Al Ubed, State Technical University, Jaroslavl, Ruská federace

### 2021–2022
- 1. místo Architektura: Matvey Negoda, Saint–Petersburg State University of Architecture and Civil Ingeneering, Petrohrad, Ruská federace
- 1. místo Urbanismus a krajinářství: Růžena Mašková, Jakub Tomašík, Adam Rössler, ČVUT Praha, Fakulta stavebnictví, Česko
- 1. místo Interiérový design: Behrooz Nakhaei, IAUCTB, Írán

### 2022–2023
- 1. místo Architektura: Jorge Vintimilla, Universidad Central del Ecuador/Arquitectura y Urbanismo, Ekvádor
- 1. místo Urbanismus a krajinářství: Shivam Takulia, Anya Ghosh, Saanchi Rajpoot, Sushant School of Art and Architecture, Guargon, Indie
- 1. místo Interiérový design: Adela Moss, Academy of Fine Arts in Gdansk, Polsko

### 2023–2024
- 1. místo Architektura: Saraf Nawer, Military Institute of Science and Technology, Bangladesh
- 1. místo Urbanismus a krajinářství: Ana Belén Juárez, Emilia Gutiérrez González, Universidad Nacional de Tucumán, Facultad de Arquitectura y Urbanismo, Tucumán Argentina
- 1. místo Interiérový design: Patrycja Ilcewicz, Academy of Art in Szczecin / Akademia Sztuki w Szczecinie, Poland